# Reginald Blaxland Clarabut
Reginald Blaxland Clarabut, britanski general, * 1893, † 1977.